# Siedlung „Auf dem Sande“

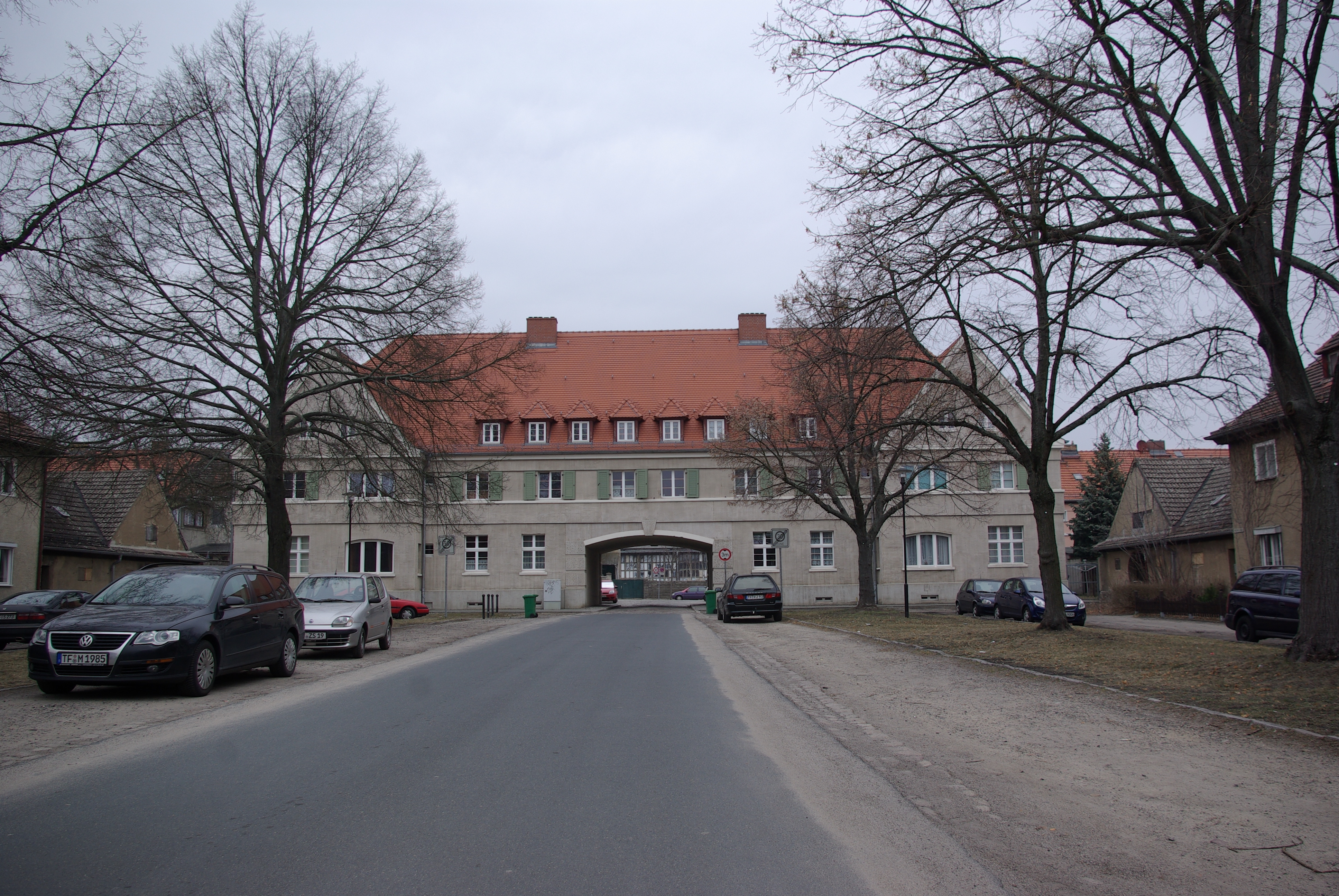
Das Tor zur Rudolf-Breitscheid-Straße von innen aus gesehen, im Februar 2011.

Die Siedlung „Auf dem Sande“ ist eine Arbeiterwohnsiedlung in Luckenwalde aus dem frühen 20. Jahrhundert.
Die Siedlung entstand etwa zwei Kilometer südwestlich der Innenstadt im Zeitraum zwischen 1919 und 1930 auf Initiative des damaligen Stadtbaurates Josef Bischof.
Als Architekten zeichneten Josef Bischof, Hans Graf und Bruno Langkeit, andere Quellen nennen auch Richard Neutra, der 1921 im Stadtbauamt Luckenwalde arbeitete, bevor er 1921–23 ins Büro von Erich Mendelsohn nach Berlin wechselte. Pläne zur Siedlung sollen auch von Willi Ludewig stammen. Bauherren waren die Stadt und gemeinnützige Wohnungsunternehmen.
Die heutige Rudolf-Breitscheid-Straße (damals Treuenbrietzener Straße), der Schieferling und das Jüterboger Tor begrenzen die Siedlung, die heute die größte der Stadt ist.
Ziel der Planung dieser Siedlung war es, zeitgemäßen und gesunden Wohnraum für bedürftige Arbeiterfamilien zu schaffen und trotzdem unterschiedliche Bevölkerungsschichten (Beamte, Angestellter, Arbeiter) zusammen leben zu lassen.
Bis 1922 wurde während der ersten Bauphase die Gestaltung nach dem Leitbild einer Gartenstadt verfolgt, mit möglichst kleinen Gebäuden und der Errichtung einer zentralen Achse mit flankierenden Torsituationen. So entstanden fast ausschließlich Reihenhäuser oder kleine Ein- und Zweifamilienhäuser mit anliegenden Gartengrundstücken.
In einer zweiten Bauphase wandte man sich jedoch eher der Siedlungskonzeption mit Mietwohnungen in mehrgeschossiger Bauweise zu, die sich ab 1924 durch mehr offene Block- und Zeilenbebauung darstellt.
Insgesamt wurden 456 Wohneinheiten geschaffen, andernorts werden 225 Wohnungen genannt. Es entstanden neben Einfamilienhäuser und Etagenhäusern auch Holzbaracken, letztere wurden jedoch um 1970 abgerissen.
Seit dem Anfang der 1990er Jahre steht die gesamte Siedlung unter Denkmalschutz und ist so heute ein eingetragenes Baudenkmal. Unter diesem Schutz stehen heute Objekte in den Straßen Auf dem Sande, Alex-Sailer-Straße, An den Giebeln, Grundweg, Jüterboger Tor, Rothe Straße, Rudolf-Breitscheid-Straße und Schieferling.